# Hannibal (imię)
Hannibal – fenickie imię męskie oznaczające „łaska Baala”.
Hannibal imieniny obchodzi 1 czerwca, w dniu wspomnienia św. Hannibala Marii Di Francia.
Znane osoby noszące to imię:
- Hannibal (247 p.n.e. – 183 p.n.e.) – kartagiński dowódca w II wojnie punickiej
- Annibale II Bentivoglio (1469–1540) – pan Bolonii w latach 1511–1512.
- Hannibal Hamlin (1809–1891) – polityk amerykański.
- Hannibal Goodwin (1822–1900) – anglikański ksiądz i wynalazca.
- Hannibal Maria Di Francia (1851–1927) – włoski zakonnik katolicki.
- Aníbal Cavaco Silva (ur. 1939) – portugalski polityk, prezydent Portugalii.
- Aníbal Acevedo Vilá (ur. 1962) – portorykański polityk.

Postacie fikcyjne
- kpt. Hannibal Lee z filmu Czarna eskadra
- dr Hannibal Lecter
- płk. John „Hannibal” Smith z filmu Drużyna A